# Подвязьє (Пречистенське сільське поселення)
Подвязьє (рос. Подвязье) — присілок Гагарінського району Смоленської області Росії. Входить до складу Пречистенського сільського поселення.
Населення — 5 осіб. 